# Terrers (Seva)
Terrers és una masia a mig camí entre els nuclis de Viladrau i Seva (Osona). Formava part de les Quadres de la Batllia de Terrassola, fou cremada pels carlins. La casa Tarrers consta en el Cens General de Catalunya del 1626 i en el nomenclàtor de la província de Barcelona del 1860.
Edifici de petites proporcions amb teulada de dues vessants i desaigua a la façana principal. Portalada principal adovellada amb inscripció. Les finestres són de pedra vermella, n' hi ha un a la façana principal que té les baranes de pedra treballada. La construcció antiga és d'una gran senzillesa, cap els anys cinquanta va estar ampliada. Davant la casa hi ha una bassa.